# Liparetrus vestitus
Liparetrus vestitus är en skalbaggsart som beskrevs av Blanchard 1850. Liparetrus vestitus ingår i släktet Liparetrus och familjen Melolonthidae. Utöver nominatformen finns också underarten L. v. sedani.